# 新阿列克西伊夫卡 (別爾哥羅德-德涅斯特羅夫斯基區)
45°53′35″N 29°36′51″E / 45.89306°N 29.61417°E
新阿列克西伊夫卡（烏克蘭語：Нова Олексіївка）是位於烏克蘭西南部的村莊，由敖德萨州裡比爾霍羅德-德涅斯特羅夫斯基區的韃靼布納雷市鎮負責管轄。該村始建於1908年，面積0.13平方公里，海拔高度8米，2001年人口80，人口密度每平方公里615.38人。